# Джеймс, Дункан
Данкан Джеймс (англ. Duncan James; род. 7 апреля 1978, Солсбери, Уилтшир) — английский певец, актёр и участник британской группы «Blue».

## Биография

### Ранние годы
Данкан Джеймс родился 7 апреля 1978 года в Солсбери, Уилтшир. В 13 лет он переехал в Девон, где воспитывался матерью, бабушкой с дедушкой. Со своим дедушкой, являющимся учителем музыки, и матерью они часто ездили в Уэст-Энд Лондона. Он изучил Драму и получил большие обзоры для его любительских театральных представлений. Пока на кругообороте прослушивания, Дункан столкнулся с Ли Райном, Саймоном Веббе и Энтони Костой. Обнаружились их общие музыкальные вкусы, логическим шагом должно было быть создание музыки, которая удовлетворяла бы талантам парней. Так, в 2001-м году появилась группа Blue.

### Карьера
В начале 2000 года Джеймс с Энтони Костой ,Ли Райанаом и Саймоном Уэббом решил сформировать группу Blue.

### Личная жизнь
У Данкана Джеймса с его бывшей подругой Клэр Грейнджер есть дочь по имени Тианни Фин. Грейнджер забеременела после краткого возрождения их отношений и родила дочь в начале 2005 года. В 2009 году Данкан признался в своей бисексуальности в интервью газете News of the World, в 2013 году идентифицировал себя как гей.

## Дискография

### Студийные альбомы
| Год  | Об альбоме                                                                      | Высший рейтинг в чартах | Высший рейтинг в чартах | Высший рейтинг в чартах | Высший рейтинг в чартах | Высший рейтинг в чартах |
| Год  | Об альбоме                                                                      | UK                      | FRA                     | IRE                     | BEL                     | ITA                     |
| ---- | ------------------------------------------------------------------------------- | ----------------------- | ----------------------- | ----------------------- | ----------------------- | ----------------------- |
| 2006 | Future Past - Выпущен: June 12, 2006 - Лейбл: Innocent Records - Формат: CD, LP | 55                      | 68                      | 55                      | 25                      | 2                       |

### Синглы
| Год  | Название             | Место в чартах   | Место в чартах | Альбом      |
| Год  | Название             | UK Singles Chart | Италия         | Альбом      |
| ---- | -------------------- | ---------------- | -------------- | ----------- |
| 2004 | «I Believe My Heart» | 2                | 13             | Future Past |
| 2006 | «Sooner Or Later»    | 35               | 2              | Future Past |
| 2006 | «Can't Stop A River» | 59               | 23             | Future Past |
| 2006 | «Amazed»             | —                | —              | Future Past |